# 구타유발자들
"구타유발자들"(A Bloody Aria)은 원신연이 감독한 대한민국의 영화이다. 2006년 5월 31일에 개봉되었다. 원신연 감독이 직접 쓴 시나리오는 2004년에 영화진흥위원회 극영화 시나리오 공모 대상을 받았다.

## 줄거리
음대생 인정은 교수 영선과 영선의 새로 산 벤츠를 타고 교외로 드라이브를 나간다. 아무도 없는 강가에 차를 세운 교수는 진한 스킨십을 하고 놀란 인정은 차에서 도망친다. 길을 헤매던 인정은 우연히 봉연을 만나고 봉연은 터미널까지 데려다 주겠다고 한다. 인정은 친절하고 순박해 보이는 봉연을 믿고 봉연의 오토바이에 올라탄다. 그러나 봉연은 터미널이 아닌 인정이 도망쳤던 강가로 가는데... 봉연이 용각산 통에 흰 가루를 갖고 놀고 있었는데 문재는 이를 수상하게 여겨서 봉연을 폭행하고 용각산 통을 빼앗은 뒤 통 속에 든 가루의 맛을 봤다. 그 후 다리 밑에서 문재의 시신이 발견되었다. 사실 봉연은 쥐약을 갖고 놀고 있었던 것이였다.

## 출연 배우
- 한석규 - 문재 역
- 이문식 - 봉연 역
- 오달수 - 오근 역
- 차예련 - 인정 역
- 김시후 - 현재 역
- 이병준 - 영선 역
- 정경호 - 홍배 역
- 신현탁 - 원룡 역
- 진용욱 - 견인차 기사 역

## 제작진
- 감독 : 원신연
- 제작 : 이서열
- 각본 : 원신연
- 촬영 : 김동은, 김병정
- 음악 : 김준성
- 편집 : 최재근, 엄진화
- 미술 : 장춘섭
- 동시 녹음 : 김경호
- 무술 감독 : 함철훈
- 분장 : 최나영
- 소품 : 박이규
- 의상 : 최윤선
- 조명 : 강동호
- 프로듀서 : 김태훈
- 제작사 : 코리아 엔터테인먼트
- 배급사 : 프라임 엔터테인먼트

## OST
- 무시하냐?